# Ted McGinley
Theodore Martin McGinley (Newport Beach, Kalifornija, 30. svibnja 1958.) američki je glumac.
Studirao je na Sveučilištu Južne Kalifornije, gdje je bio članom bratstva Sigma Chi i kapetan vaterpolo momčadi te se trebao natjecati u američkom olimpijskom vaterpolo timu, ali su 1980. SAD bojkotirale Olimpijske igre u Moskvi.
Prvo je glumio u seriji "Sretni dani" od 1980. do 1984., a te iste godine prelazi na film debitiravši u seriji filmova Osveta šmokljana kao glavni negativac. Od 1991. do 1997. glumio je Jeffersona D'Arcya u seriji "Bračne vode". Nakon toga iskustva, od 2003. do 2006. glumio je Charlieja u seriji "Moja slavna sestra".
Oženjen je i ima dvoje djece.

## Vanjske poveznice
- Ted McGinley u internetskoj bazi filmova IMDb-u (engl.)